# Bart na cestě
Bart na cestě (v anglickém originále Bart on the Road) je 20. díl 7. řady (celkem 148.) amerického animovaného seriálu Simpsonovi. Scénář napsal Richard Appel a díl režíroval Swinton O. Scott III. V USA měl premiéru dne 31. března 1996 na stanici Fox Broadcasting Company a v Česku byl poprvé vysílán 16. prosince 1997 na stanici ČT1.

## Děj
Ředitel Skinner pošle žáky Springfieldské základní školy na „Den, kdy jdete s rodiči do práce“ poté, co ho několik administrativních chyb donutí odjet na jarní prázdniny dříve, než plánoval. Bart, jenž nemůže zůstat doma s Marge, protože podle školních formulářů není bytí v domácnosti „skutečnou prací“, jde s Patty a Selmou na dopravní úřad a Líza s Homerem do Springfieldské jaderné elektrárny. Na dopravním inspektorátu si Bart vyrobí falešný řidičský průkaz, na který si spolu s Nelsonem a Milhousem půjčí auto. Do svých plánů zapojí i Martina, když se dozví, že vydělal nějaké peníze investováním do akcií. 
Pomocí alibi, které si vymyslel Bart, chlapci řeknou rodičům, že jedou na školní soutěž. Po chvíli bezcílného cestování se rozhodnou použít pronajaté auto k výletu na Světovou výstavu v Knoxvillu v Tennessee. Jakmile dorazí na místo, zjistí, že veletrh se konal před čtrnácti lety; jediné, co z něj zbylo, je prodejna paruk. Kluci si každý koupí paruku a Martin utratí poslední peníze za figurku Ala Gora. Když Nelson omylem srazí Sluneční kouli na jejich auto a rozdrtí ho, zůstanou uvězněni. 
Bart zavolá na účet Lízy – která strávila celé jarní prázdniny s Homerem v práci –, aby mu pomohla vrátit se domů a zároveň utajila utrpení před jejich rodiči. Na její radu se Bart stane kurýrem. Protože s mu však nedaří vydělat dost peněz na cestu domů a žádný z jeho úkolů ho nepřiblíží ke Springfieldu (první z nich zahrnuje přepravu transplantovaných orgánů do Hongkongu), požádá Bart opět Lízu o pomoc. Poté, co Homer slíbí, že se nebude zlobit, Líza odhalí Bartovu situaci. Aby dostal Barta domů, objedná Homer zařízení pro elektrárnu z Oak Ridge v Tennessee a na ospravedlnění svého požadavku polije svou pracovní stanici kolou. Pošle ho z nedalekého Knoxvillu, přičemž Bart je kurýr a chlapci jsou uloženi v bedně. 
Zatímco Líza a Homer se na Barta u stolu tiše vynadívají, Marge zůstává o jeho neplechách bez povšimnutí. V noci Marge přijímá telefonáty s narážkami na Bartovy nehody od ředitele Skinnera (který ho zahlédl v Hongkongu), státní policie Tennessee a kurýrní služby. Homer se nervózně schová pod peřinu a tiše se směje, zatímco Marge zůstává nevšímavá.

## Produkce
Epizodu napsal Richard Appel, který chtěl vytvořit díl, jenž by obsahoval dvě věci: „Den, kdy jdete s rodiči do práce“ a Bartův řidičský průkaz. Nápad „jít do práce s rodiči“ se Appelovi zalíbil, protože to bylo něco, na co „ztratil právo“, když jako dítě přešel ze státní školy do soukromé. Appel tyto dny považoval za své oblíbené, protože v práci svých rodičů „nemusel nic dělat“. Představa, že bude mít řidičský průkaz, byla něčím, o čem Appel v mládí snil.
Scenáristé nikdy předtím nenatočili epizodu o jarních prázdninách, a tak přemýšleli: „Co by Líza a Bart dělali o jarních prázdninách?“ a vymysleli zápletku výletu. Bill Oakley, tehdejší showrunner Simpsonových, řekl, že výlety byly něco, o čem scenáristé rádi psali příběhy. Myšlenka čtyř dětí, které jedou na výlet, byla „tak vzrušující“, že okamžitě věděli, že ji chtějí napsat. Vedla se debata o tom, kam děti pojedou, a nejprve bylo navrženo Fort Lauderdale na Floridě, ale nakonec se scenáristé rozhodli, že pojedou na „vtipné nepravděpodobné místo“. Oakleyho parťák, showrunner Josh Weinstein, řekl, že scenáristé vždy hledali kombinace postav, které v seriálu mnohokrát nebyly. Homera a Lízu nedělali „příliš často“ a chtěli, aby se tyto dvě postavy sblížily.
Epizodu režíroval Swinton O. Scott III. Její animace byla náročná, protože animátoři museli nakreslit zcela nové návrhy pro lokace mimo Springfield, například Knoxville. Obtížné bylo také animovat scény s auty. V té době Simpsonovi používali tradiční animaci bez počítačů, ale pro scénu, kdy se kamera otáčí kolem auta shora, si museli jeden pořídit. Auto bylo obtížné animovat, protože muselo „vypadat reálně“, a ne „krabicově jako náklaďák“. Vycházelo z vozu Oldsmobile z roku 1993 se zaoblenými hranami. Animátor Simpsonových David Silverman řekl, že tato epizoda byla „pravděpodobně nejtěžší“, kterou musel Scott v seriálu režírovat.

## Kulturní odkazy
Bart a jeho přátelé použijí Bartův falešný řidičský průkaz, aby mohli v roce 1991 zhlédnout film Nahý oběd, adaptaci románu Williama Burroughse, který pojednává o závislosti na heroinu, homosexualitě a halucinogenech. Při odchodu z kina po zhlédnutí filmu Nelson Muntz poznamenává: „Napadají mě minimálně dvě věci, které jsou na tom názvu špatně.“. Chlapci také vidí koncert Andyho Williamse v Bransonu ve státě Missouri. Na cestě chlapci vezmou stopaře, který je založen na stopaři z hororové série Texaský masakr motorovou pilou. Ředitel Skinner si objedná dovolenou u společnosti AmeriWestica, což je parodie na leteckou společnost America West Airlines. Zazní také píseň „Radar Love“ od nizozemské rockové skupiny Golden Earring.

## Přijetí
V původním vysílání skončil díl v týdnu od 25. do 31. března 1996 na 63. místě ve sledovanosti s ratingem 7,2. Epizoda byla pátým nejlépe hodnoceným pořadem na stanici Fox v daném týdnu, hned po Aktech X, Cops, Správné pětce, Martinovi a Melrose Place.
Po odvysílání epizoda získala pozitivní hodnocení televizních kritiků. Autoři knihy I Can't Believe It's a Bigger and Better Updated Unofficial Simpsons Guide, Warren Martyn a Adrian Wood, uvedli, že „obsahuje několik vynikajících dojemných charakterových scén mezi Homerem a Lízou, fascinující pohled na Marginu nejistotu a několik milých momentů, které ji vynášejí nad velmi vysoký průměr seriálu“.
Dave Foster z DVD Times uvedl, že Bart na cestě je epizoda, která je postavena na „upřímně směšném“ nápadu, na který kdyby scenáristé „narazili“ nyní, „prostě bychom viděli, jak Bart náhodou získá řidičák a přeskočí město, aniž by si toho někdo všiml, ale tady věnují nastavení velkou pozornost jak na obrazovce, tak mimo ni“. Příběh byl podle něj „částečně uvěřitelný, i když příležitost, kdy Bart vyrazí na cestu, je z velké části promarněna, přičemž za zmínku stojí jen několik dobře vystavěných vtipů“. Foster si myslí, že „co díl zachraňuje, je příležitost vidět, jak se Líza a Homer sbližují, což opět ukazuje, jak silná řada to pro Lízu je, když vidíme, jak ti dva sdílejí několik nádherně něžných okamžiků, vedle několika skutečně úsměvných momentů“.
Colinu Jacobsonovi z DVD Movie Guide se díl líbil a uvedl, že „miluje“ zážitky dětí v zaměstnání jejich rodičů, a dodal: „A když se vydají za město, zábava pokračuje. Každá epizoda, která pošle děti na místo světové výstavy, je pro mě v pořádku.“.
Jennifer Malkowski z DVD Verdictu považovala za nejlepší část epizody, když Patty a Selma vysvětlují svou práci na dopravním inspektorátu: „Někdy se fronta vůbec nehne. Těmto dnům říkáme všední dny.“. Malkowski uzavřela svou recenzi hodnocením B+. John Thorpe z Central Michigan Life označil díl za osmou nejlepší epizodu seriálu. Robert Canning z IGN udělil dílu známku 9,5 z 10, označil jej za „vynikající“ a svou recenzi shrnul slovy: „Bart na cestě je zábavný výlet a velmi vtipný, ale to, jak se vše spojí dohromady, z něj dělá opravdu nezapomenutelný zážitek.“.